# Międzychodzki
Międzychodzki là một huyện thuộc tỉnh Wielkopolskie của Ba Lan. Huyện có diện tích 736 km². Đến ngày 1 tháng 1 năm 2011, dân số của huyện là 36704 người và mật độ 50 người/km².